# Безготівкові розрахунки

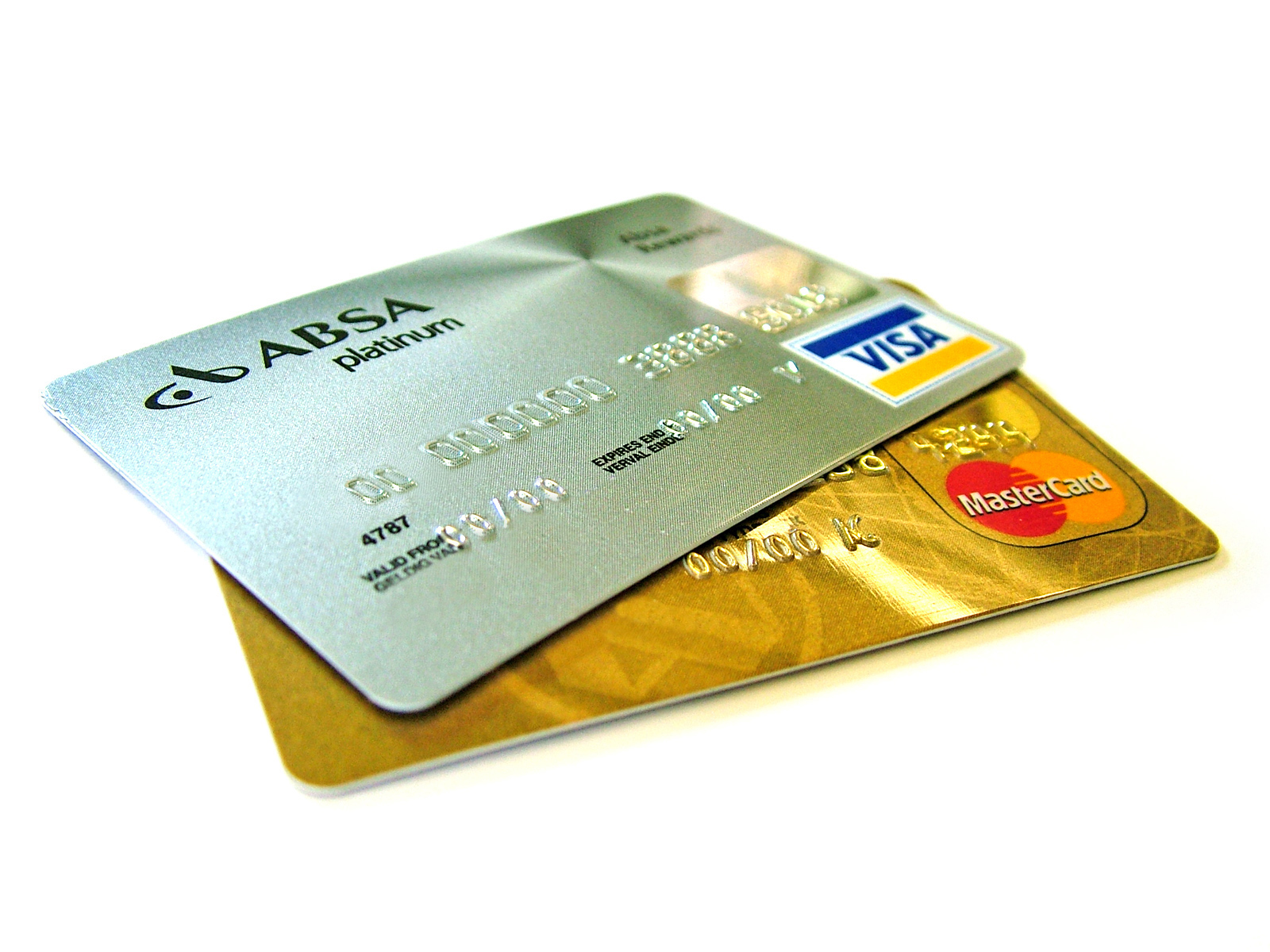
Банківська платіжна картка — платіжний інструмент доступу до рахунку (у вигляді пластикової чи іншого виду картки). Платіжна картка може бути особистою чи корпоративною. Платіжні картки найпоширеніший метод безготівкових розрахунків через POS-термінали для розрахунків за товари і послуги.

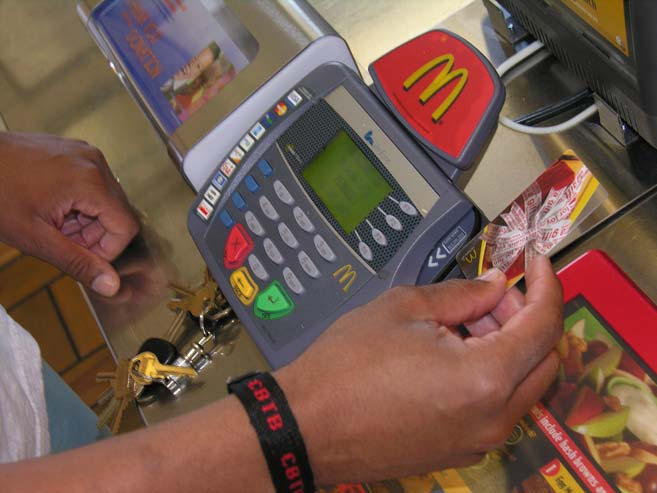
Розрахунок дебетовою карткою через POS-термінал без участі готівки

Безготі́вкові розраху́нки  — розрахунки, що проводяться без участі готівки, тобто в сфері безготівкового грошового обороту. 
У всьому світі розвиток економіки характеризується поступовим звуженням сфери використання готівки та паперових платіжних документів,
переходом до нових платіжних інструментів і сучасних технологій платежів. Використання безготівкових розрахунків призводить до економії витрат на їх здійснення, прискорення здійснення розрахункових операцій та руху грошових коштів. При безготівкових розрахунках грошова маса акумулюється в банках, і створюються умови для контролю за їх цільовим використанням. Безготівкові розрахунки — швидкий, зручний та безпечний спосіб оплатити товари та послуги. Розширення сфери безготівкових розрахунків сприяє прозорості платежів та економічному росту країни.

## В Україні

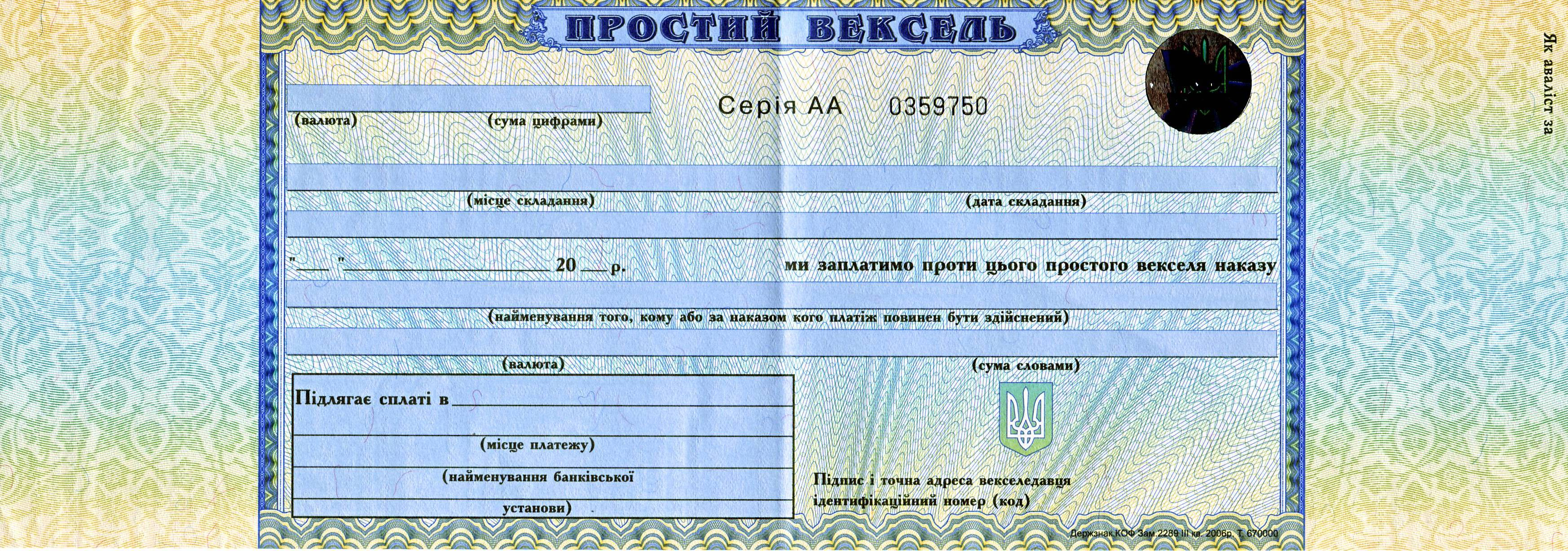
Бланк українського простого векселю

Правила для здійснення безготівкових розрахунків встановлює Національний банк України. Види безготівкових розрахунків визначаються законами та прийнятими на їх основі нормативно-правовими актами Національного банку України. Національний банк України підтримує рух економіки України до безготівкових розрахунків і сприяє розвитку платіжної інфраструктури.
Відповідно до ст. 51 Закону України «Про банки і банківську діяльність» безготівкові розрахунки проводяться на підставі розрахункових документів на паперових носіях або в електронному вигляді. Банки в Україні можуть використовувати як платіжні інструменти платіжні доручення, платіжні вимоги-доручення, векселі, чеки, банківські платіжні картки та інші дебетові і кредитові платіжні інструменти, що застосовуються в міжнародній банківській практиці.
Громадяни та організації можуть здійснюють безготівкові розрахунки в Україні, використовуючи:
- Розрахунковий документ

Це документ, що використовується для ініціювання переказу коштів з рахунку платника на рахунок отримувача. Розрахунковий документ може бути у паперовому або електронному вигляді. До розрахункових документів відносяться платіжне доручення, платіжна вимога, платіжна вимога-доручення, меморіальний ордер.
- Електронний платіжний засіб

Це платіжний інструмент, який надає його держателю можливість отримати інформацію про належні держателю кошти та ініціювати їх переказ. До електронних платіжних засобів відносяться платіжні картки та мобільні платіжні інструменти.
Емісію електронних платіжних засобів у межах України проводять виключно банки, що уклали договір з платіжною організацією платіжної системи та отримали її дозвіл на виконання цих операцій (крім банків, які здійснюють емісію електронних платіжних засобів для використання в межах цих банків).
Мобільний платіжний інструмент — інструмент доступу до рахунку, реалізований в апаратно-програмному середовищі мобільного телефону або іншого бездротового пристрою. Платіжна картка та мобільний платіжний інструмент дозволяють: розрахуватися за товари і послуги; переказати кошти іншій особі; отримати готівку.
- Електронні гроші

Електронні гроші  — наперед оплачений засіб платежу, який випускається банком-емітентом в обмін на готівкові та/або безготівкові кошти та призначений для здійснення розрахунків за товари, роботи, послуги, а також переказів між фізичними особами. Розрахунки за допомогою електронних грошей відбуваються переважно у мережі Інтернет. Електронні гроші зберігаються на електронному пристрої, є неперсоніфікованим засобом платежу.
- Документарні операції та інструменти.

Акредитив, гарантія, чеки, векселя.
Так, за III квартал 2022 року кількість операцій (безготівкових та з отримання готівки) з використанням платіжних карток, емітованих українськими банками, в Україні та за її межами становила 2 152,4 млн шт., а їхня сума – 1 886,8 млрд грн. Зокрема, з них  в Україні упродовж III кварталу 2022 року з використанням платіжних карток здійснено майже 2 млрд безготівкових операцій на суму близько 1 180 млрд грн. Це більше на 4% за кількістю та на 57% за сумою порівняно з III кварталом 2021 року.
За кордоном кількість та сума оплати товарів у торговельних pos-терміналах та отримання готівки в банкоматах із використанням платіжних карток суттєво зросли порівняно з довоєнним часом. Зокрема, у III кварталі 2022 року українцями за кордоном було здійснено 94,8 млн операцій на  суму 121,9 млрд грн (у III кварталі 2021 року – 23,2 млн операцій на суму близько 20 млрд грн). Це зумовлено збільшенням кількості громадян за кордоном, які через війну були вимушені тимчасово виїхати з України (за даними ООН, на кінець вересня близько 4,2 млн українців отримали за кордоном тимчасовий захист).
У III кварталі 2022 року частка безготівкових операцій із використанням платіжних карток за сумою становила понад 68% у загальній сумі операцій із платіжними картками (у III кварталі 2021 року цей показник становив 61%). Їх частка за кількістю зросла  до 93% (за III квартал 2021 року – 90%). 